# Gravipalpus
Genre
Gravipalpus est un genre d'araignées aranéomorphes de la famille des Linyphiidae.

## Distribution
Les espèces de ce genre se rencontrent en Argentine, au Brésil et au Pérou.

## Liste des espèces
Selon World Spider Catalog (version 16.5, 27/09/2015) :
- Gravipalpus callosus Millidge, 1991
- Gravipalpus crassus Millidge, 1991
- Gravipalpus standifer Miller, 2007

## Publication originale
- Millidge, 1991 : Further linyphiid spiders (Araneae) from South America. Bulletin of the American Museum of Natural History, no 205, p. 1-199 (texte intégral).